# Lina Watz
Lina Maria Watz, född 22 maj 1996 på Hammarö, är en svensk paralympier, verksam inom simning. Watz har diagnosen Fibula aplasi och föddes utan vadben i sitt högerben. Hon har opererats många gånger på grund av smärta i fotleden, och valde i december 2016 att amputera sin högerfot.Lina Watz började med idrott redan som ung men fick sluta på grund av smärta. Hon började därför med simning, där hon visade sig ha stor talang. Redan 2010 hade hon sin debut i para-VM i Eindhoven.
Lina Watz deltog i Paralympics 2016 i Rio de Janeiro. Där kom hon bland annat på en åttondeplats i finalen på 50 meter frisim för damer.

## Vinnarskallar
År 2019 deltog Watz i TV-programmet Vinnarskallar på TV4 där hon besegrades av Aron Anderson i finalen.

## Deltagande i mästerskap
- VM i Eindhoven 2010.[6]
- EM i Berlin 2011.[7]
- VM i Montreal 2013.[8]
- EM i Eindhoven 2014.[9]
- VM i Glasgow 2015. [10]
- EM i Madeira 2016.[11]
- Paralympics i Rio de Janeiro 2016. [12]
- EM i Dublin 2018. [13]
- VM i London 2019.[14]
- EM i Madeira 2020.[15]

## Paralympiska spelen i Tokyo 2021
Lina Watz är uttagen att representera Sverige i de Paralympiska spelen i Tokyo som på grund av covid-19 blivit framflyttat till 24 augusti – 5 september 2021. 

## Sommarvärd i P1
Den 10 augusti 2021 debuterade Lina Watz som värd i Sommar i P1.